# Jenny von Droste zu Hülshoff

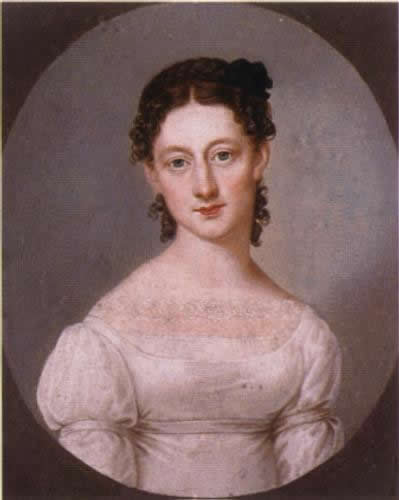
Jenny von Droste zu Hülshoff; Gemälde eines unbekannten Künstlers, um 1820

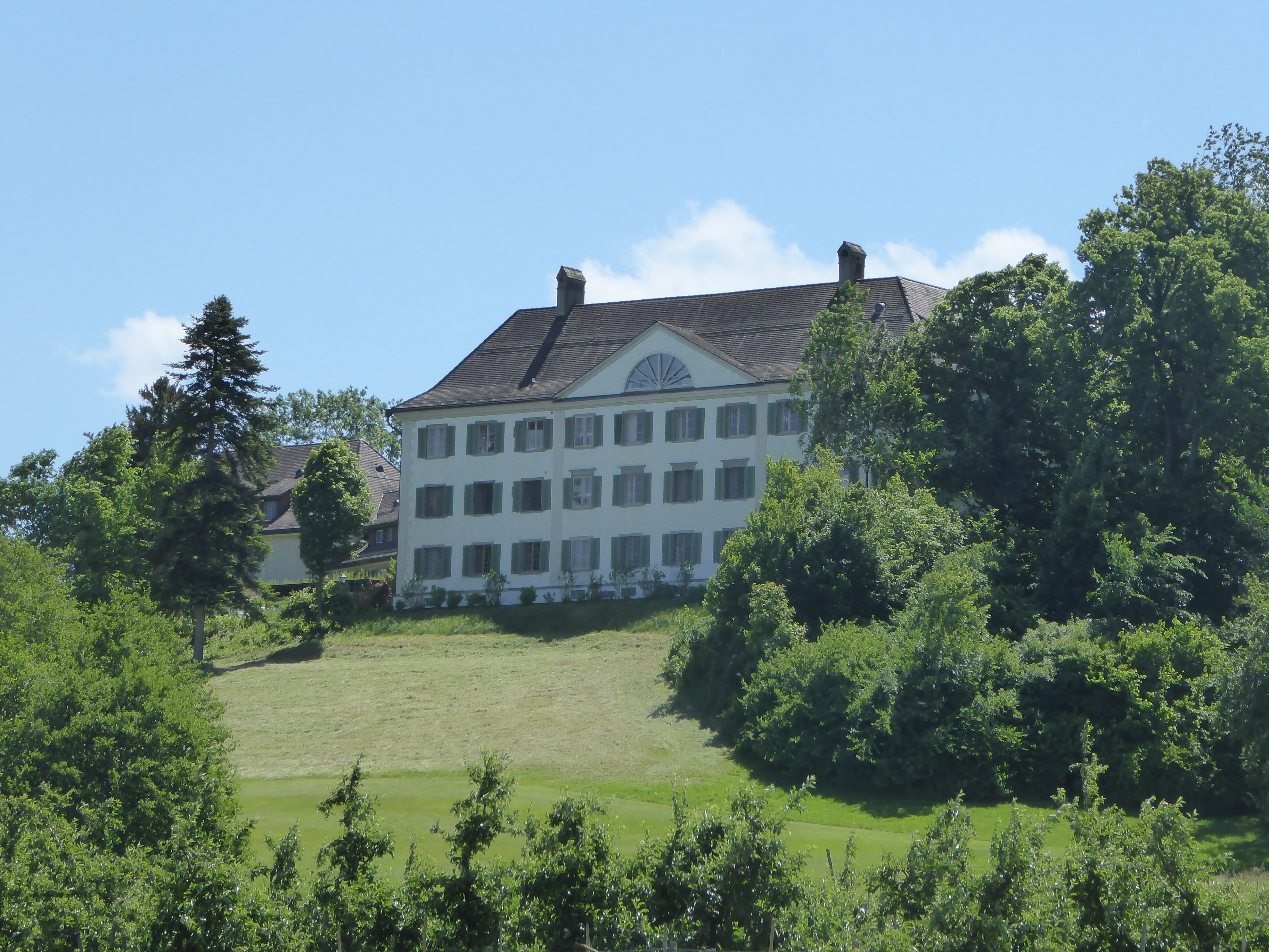
Schloss Eppishausen, Wohnsitz von Jenny 1834–1838

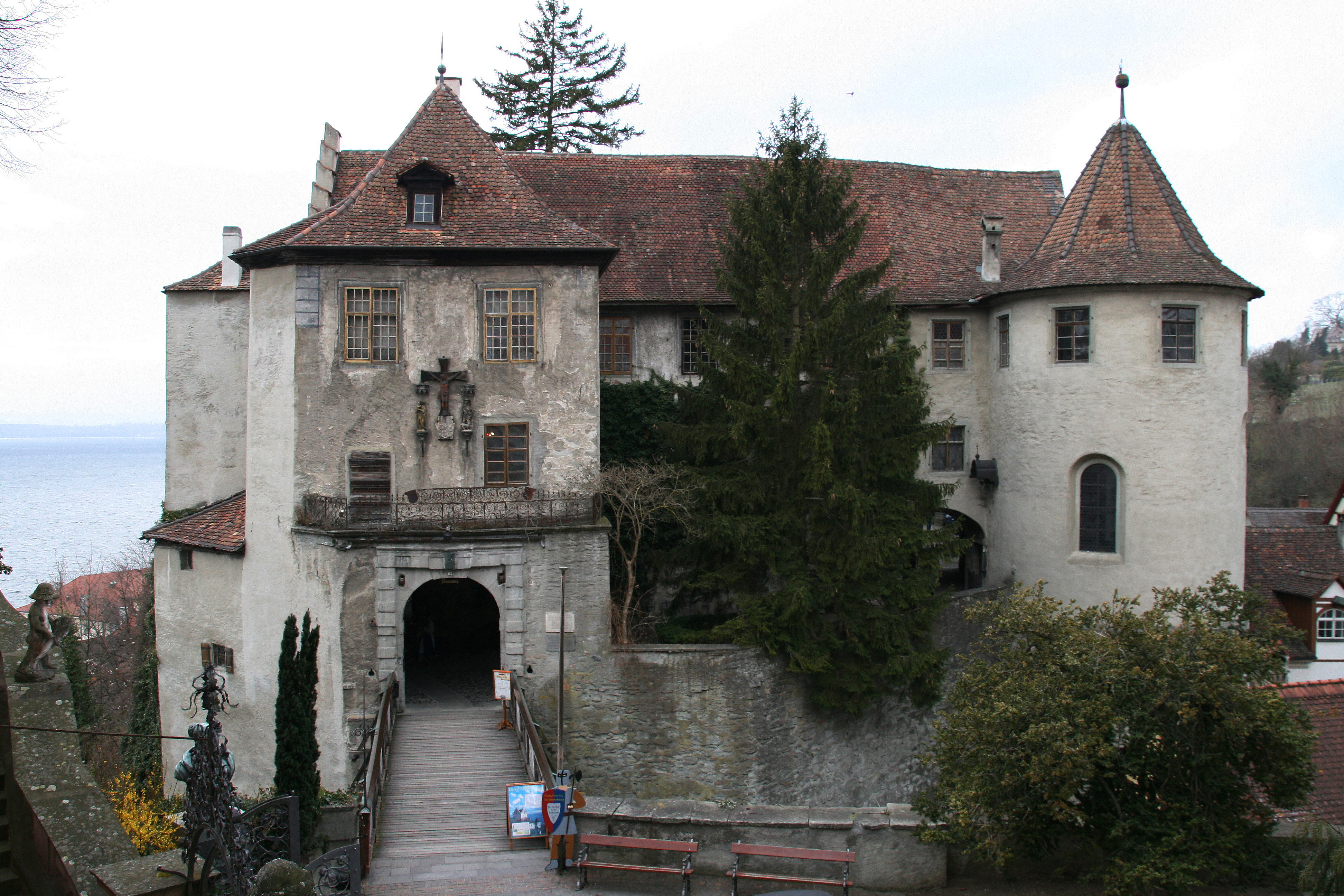
Burg Meersburg, Wohnsitz von Jenny von 1838 bis zu ihrem Tode

Jenny von Droste zu Hülshoff  (eigentlich Maria Anna Henrietta Felicitas Freiin von Droste zu Hülshoff; * 2. Juni 1795 in Münster; † 29. Dezember 1859 in Meersburg), verheiratete Freifrau von Laßberg, war die ältere Schwester und wichtigste Vertraute der Dichterin Annette von Droste-Hülshoff. Beide gehörten der 20. Generation ihrer Familie an.

## Leben und Wirken

### Herkunft und Bildung
Im Unterschied zu ihren jüngeren Geschwistern in der Stadt Münster geboren, wurde Jenny von Droste zu Hülshoff in der Kirche St. Jacobi (Münster) getauft. Weitere Geschwister waren Werner-Constantin und Ferdinand, der mit 29 Jahren früh verstarb. Ihr Vater war Clemens-August II. von Droste zu Hülshoff, ihre Mutter Therese-Louise von Haxthausen.
Jenny von Droste zu Hülshoff genoss zusammen mit ihren Geschwistern in Burg Hülshoff eine glückliche Kindheit und als Älteste eine hervorragende Bildung durch ihre gebildeten Eltern und einen Priester, der später Professor am Gymnasium Paulinum wurde. Ihr Wesen wird als sanft und anpassungsfähig geschildert. Für den Fall, dass sie ledig bliebe, hatten ihre Eltern sie durch zwei Präbenden in adeligen Damenstiften abgesichert. So war sie eine der letzten Stiftsdamen des Klosters Hohenholte in Havixbeck, musste mit 15 Jahren auch dort residieren (wo sie sich nicht wohl fühlte, obwohl sie zweimal die Woche ihre Familie in der nahegelegenen Burg Hülshoff besuchen durfte), ihr Aufenthalt dort dauerte wegen der Aufhebung des Damenstifts 1812 jedoch nur neun Monate.

### Beziehung zu Wilhelm Grimm
1813 lernte sie im Schloss Bökerhof bei ihren Verwandten mütterlicherseits Wilhelm Grimm kennen, dem sie bei der Sammlung von Märchen und Volksliedern half. Mit ihm verband sie eine lange Brieffreundschaft, auch gibt es Anzeichen dafür, dass eine unerfüllte Liebesbeziehung zwischen ihnen bestand. Ein Brief von Wilhelm Grimm an Jenny wurde von Walter Benjamin in seine Sammlung Deutsche Menschen aufgenommen. Sie lieferte ihm die Märchen De Gaudeif un sien Meester, Der Fuchs und das Pferd, Die zertanzten Schuhe, De drei schwatten Prinzessinnen, Up Reisen gohn, De wilde Mann.

### Begabungen
Jenny war vor allem in der Malerei begabt. Mit Annette zusammen entwarf und bestickte sie 1821 die erhaltene Fahne der Schützenbruderschaft St. Pantaleon (Roxel). Von ihr stammen unter anderem Abbildungen ihrer Schwester. Später wurde sie durch die damals berühmte Malerin Marie Ellenrieder in Konstanz fortgebildet. Von ihr ist auch ein Gedicht überliefert. Sie war überdies eine große Pflanzenliebhaberin.
Ihre Tagebücher, Porträts und Zeichnungen sind heute eine wichtige Quelle für die Erforschung der Kindheit ihrer Schwester, der Dichterin Annette von Droste-Hülshoff. Durch sie fühlte sich die Dichterin am tiefsten verstanden. Seit der gemeinsamen Jugend fertigte sie Abschriften ihrer – fast unleserlich klein geschriebenen – Werke und half später bei der Herausgabe. 
Nach dem Tode ihres Vaters 1826 half sie bei der Verwaltung des Familienbesitzes Burg Hülshoff, worüber ihre Schwester Annette schrieb, dass sie am Ende glaube, dieses ist ihr wahres Talent. Danach bezog sie mit ihrer Mutter und ihrer Schwester Annette den Witwensitz Haus Rüschhaus. 

### Heirat mit Joseph von Laßberg
Mit 39 Jahren heiratete sie im Jahr 1834 auf Vermittlung ihres Stiefonkels Werner von Haxthausen dessen Freund, den damals 64-jährigen Germanisten Joseph von Laßberg, zog zu ihm in sein Schloss Eppishausen im Kanton Thurgau in der Schweiz und brachte dort zwei Jahre später Zwillinge mit den Namen Hildegard († 1914) und Hildegunde († 1909) zur Welt. Trotz der für die damalige Zeit weiten Entfernung vom heimatlichen Münsterland blieb der Kontakt mit ihrer Familie intensiv; in der späten, schwierigen Schwangerschaft leisteten ihr ihre Mutter und ihre Schwester Annette in deren „Schweizerjahr“ Beistand.
1838 zog sie mit ihrer Familie auf Burg Meersburg um. Jenny arrangierte auf Empfehlung Annette von Droste-Hülshoffs, dass 1841 Levin Schücking als Bibliothekar auf der Meersburg angestellt wurde, was ihre Schwester zur sogenannten „Dichterwette“ inspirierte. Annette verbrachte bei vier längeren Aufenthalten insgesamt fast fünf Jahre in Jennys Familie, schuf dort einen bedeutenden Teil ihres Werkes und starb in ihrer Obhut.
Jenny von Droste zu Hülshoffs äußere Erscheinung als Schlossherrin der Meersburg schildert Levin Schücking: „Eine hohe schlanke Gestalt mit schwanenhaft vorgebeugtem Hals und feinen edlen Zügen, nicht im Mindesten der Schwester Annette ähnlich“. Ihre Heirat und ihre Pflichten als Schlossherrin hinderten Jenny nicht, sich weiterhin intellektuell zu betätigen. An der Seite ihres Mannes war sie, ab 1838 auf Burg Meersburg, Gastgeberin und Gesprächspartnerin zahlreicher bedeutender Zeitgenossen, wie z. B. Ludwig Uhland, Gustav Schwab, Justinus Kerner, Karl Simrock und Ignaz Heinrich von Wessenberg. Neben rein privaten Dingen beschäftigt sich die Korrespondenz mit ihrer Schwester mit deren Werk und dessen Rezeption. Sie verwaltete für ihre Schwester das Fürstenhäusle in Meersburg mit seinem Weinberg, das neben ihrem eigenen Garten lag und das sie von ihr, zusammen mit ihren Töchtern, erbte.

### Tod und letzte Ruhestätte
Jenny von Droste zu Hülshoff starb im Dezember 1859 im Alter von 64 Jahren in der damaligen Stadtwohnung der Droste zu Hülshoff in Münster und wurde an der Seite ihrer Mutter und ihres Bruders in der Familiengrabstätte in Roxel beerdigt, nachdem elf Jahre zuvor ihre berühmte Schwester Annette in Meersburg ihre letzte Ruhestätte gefunden hatte.